# موم زنبور عسل

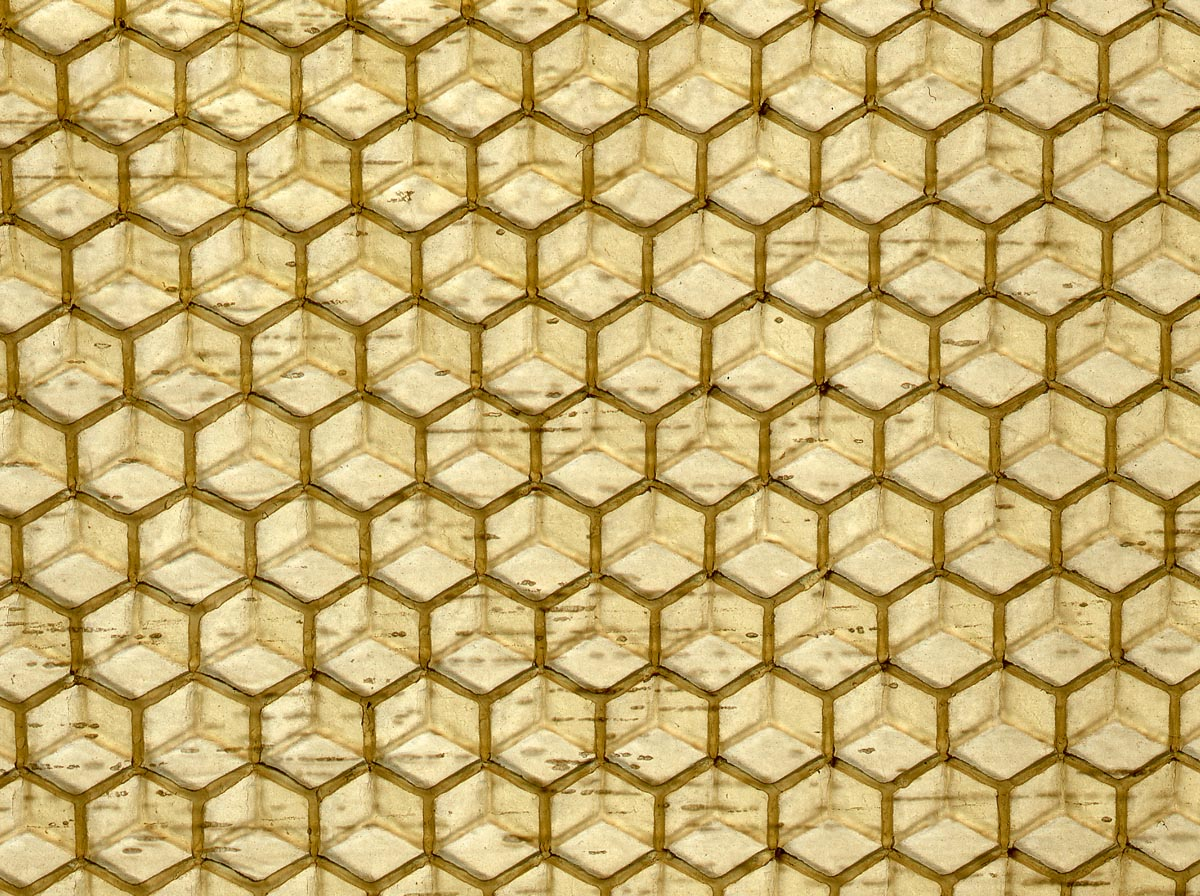
نقش لانه زنبوری

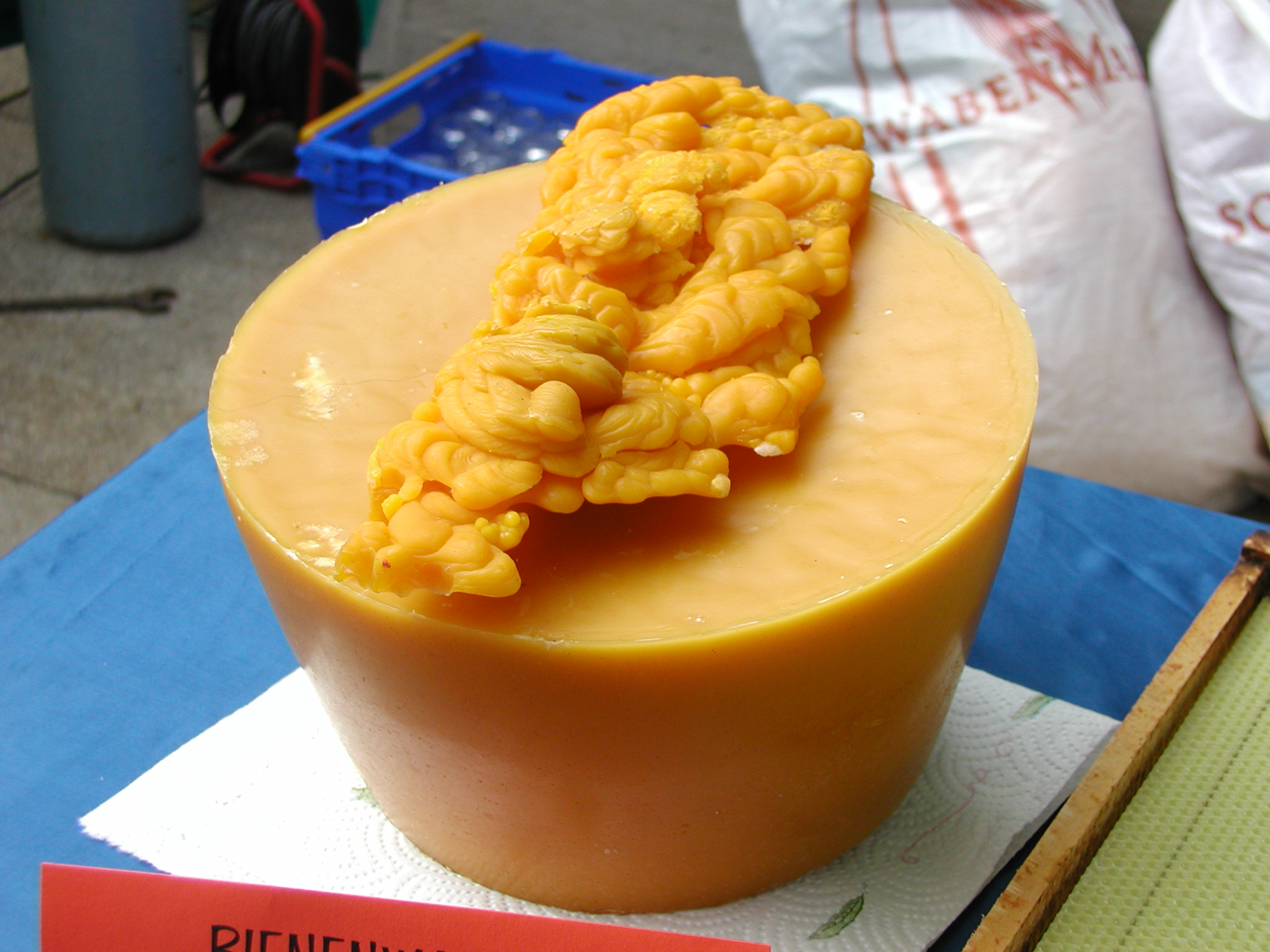
کیک موم زنبور عسل

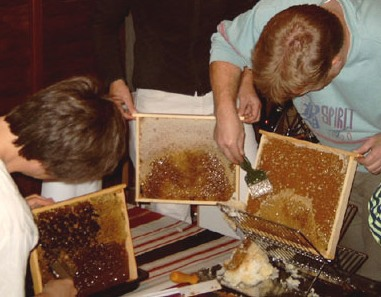
استخراج عسل از موم زنبور عسل

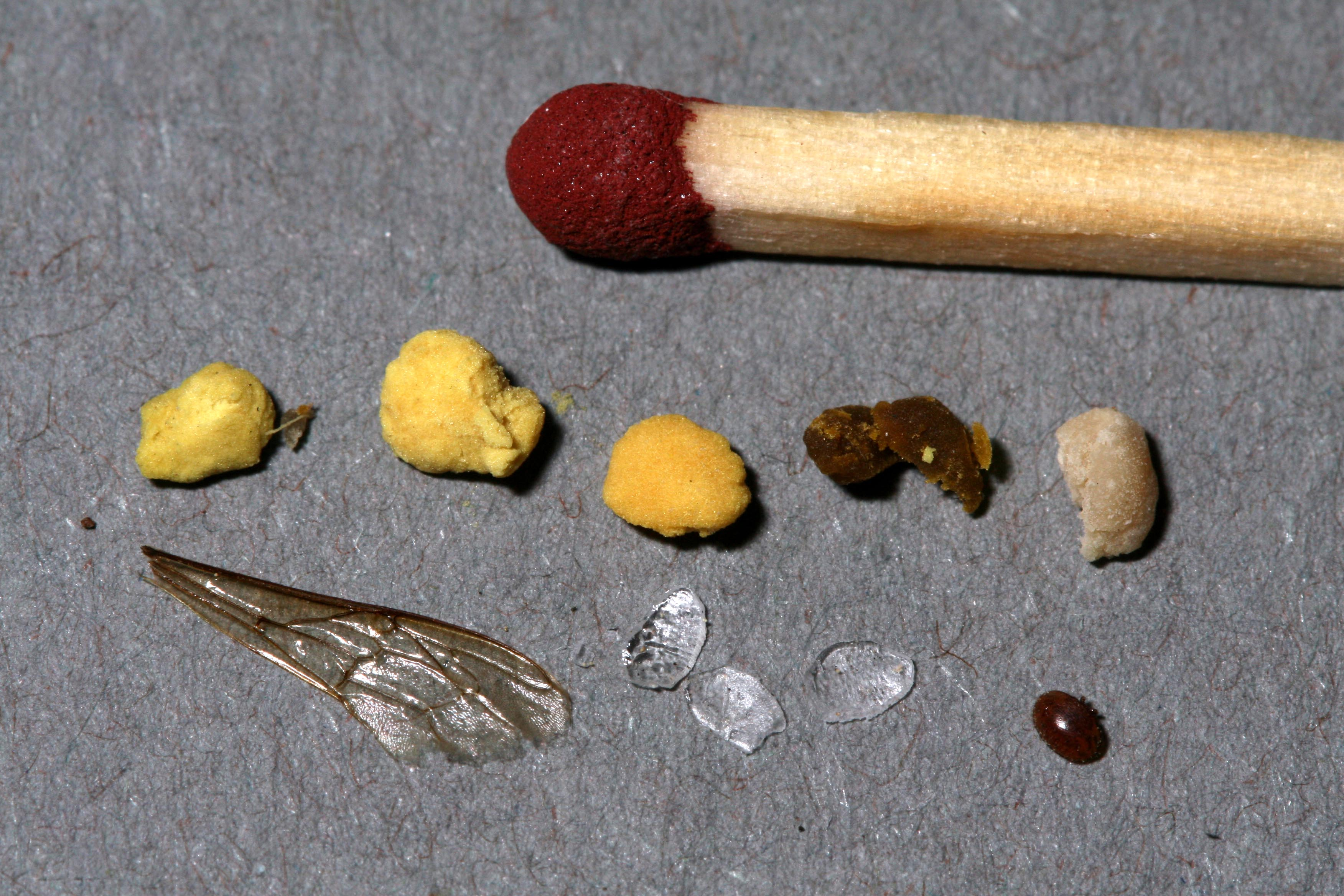
اندازهٔ موم تازهٔ زنبور عسل (در وسط ردیف پایین)

موم زنبور عسل یا موم زنبور (Cera alba) (به انگلیسی: Beeswax) موم طبیعی است که توسط زنبور عسل از شان عسل ساخته می‌شود. این موم توسط ۸ غدهٔ تولید موم در قسمت های شکمی زنبورهای کارگر تولید شده که به درون کندو تخلیه می‌شود. زنبورهای کارگر کندو با جمع کردن آن سلول های قفسه مانند را برای ذخیرهٔ عسل و حفاظت از لارو و نوزادان در داخل کندو ایجاد می‌کنند. از لحاظ شیمیایی، موم زنبور از استرهای اسید چرب و الکل های بلند زنجیره های مختلف تشکیل شده‌ است. موم زنبور استفاده‌های کاربردی فراوانی در صنایع غذایی و طعم دهنده‌ها دارد (مثلاً به عنوان عامل براق کننده یا منبع روشنایی/گرما). با توجه به سمی بودن جزئی موم‌های گیاهی، موم زنبور قابل خوردن است و در اکثر کشورها و اتحادیهٔ اروپا تحت نام E901 برای استفاده در صنایع غذایی مورد تأیید قرار گرفته‌ است. با توجه به این که مونواسترهای موم زنبور به میزان کمی در رودهٔ انسان و سایر پستانداران تجزیه می‌شود می‌توان گفت که ارزش تغذیه ای چندانی ندارند. برخی پرنده‌ها مثل پرندهٔ عسل نما honeyguides توانایی هضم موم عسل را دارند. موم زنبور منبع غذایی اصل در رژیم غذایی پروانه لارو است. موم زنبور عسل که بیشتر مردم با آن آشنا هستند دارای رنگ زرد طلایی روشن است. این رنگ زیبا، از گرده و برهٔ موم حاصل می شود که به طور طبیعی موم زنبور عسل را لکه دار می کند. اگر مقادیر زیادی روغن گرده و برهٔ موم در موم زنبور عسل وجود داشته باشد، حتی می تواند به قهوه ای تیره تبدیل شود.

## تولید
این موم توسط زنبورهای کارگر تولید شده که از هشت غده که به صورت آینه ای در دیواره داخلی استرنوم (سپر شکمی یا صفحه قسمت شکمی) در قسمت های شکمی ۴ تا ۷ ترشح می‌شود. اندازهٔ این غدد ترشح موم به سن زنبور کارگر وابسته بوده و بعد از افزایش مقدار پروازهای روزانه این غدد دچار آتروفی و کاهش اندازه می‌شوند. موم تازه به شفافیت شیشه و بدون رنگ است که در نتیجهٔ جویدن و ترکیب با گرده توسط زنبورهای کارگر کندو کدر و تیره می‌شود. علاوه بر این، موم با ترکیب روغن‌های گرده و صمغ‌ها به صورت افزاینده ای به سمت زرد و قهوه ای شدن پیش می‌رود. موم حدود ۳ میلیمتر (۰٫۱۲ اینچ) طول و ۰٫۱ میلیمتر (۰٫۰۰۳۹ اینچ) ضخامت داشته و ۱۱۰۰ عدد از آن برای تولید ۱ گرم موم ضروری است.
زنبور عسل از موم برای ساختن سلول های شانه عسل استفاده می‌کنند که در آن جوان ترها با عسل و گرده ای که ذخیره شده‌ است رشد می‌کنند. برای ترشح موم از زنبورهای سازندهٔ موم دمای کندو باید بین ۳۳ تا ۳۶ درجه سانتیگراد (۹۱–۹۱ درجه فارنهایت) باشد. میزان عسلی که برای تولید موم توسط زنبورها مصرف می‌شود به‌ طور دقیق اندازه‌گیری نشده‌ است. کتاب تولید موم، کاشت، پردازش و محصولات، پیشنهاد می‌کند که ۱ کیلو موم برای تولید ۲۲ کیلو عسل کفایت می‌کند. بر اساس آزمایش Whitecomb در سال ۱۹۴۶ میزان ۶٫۶۶ تا ۸٫۸ کیلوگرم عسل ۱ کیلوگرم موم تولید می‌کند. مطالعهٔ دیگری ۲۴–۳۰ کیلوگرم عسل را برای تولید هر کیلو موم تخمین می‌زند.

## فرآوری موم
، وقتی زنبور. داران عسل را استخراج می‌کنند، کلاهک هر شانه عسل را با چاقو یا وسیلهٔ مخصوص آن می‌برند. رنگ آن از تقریباً سفید تا قهوه ای متغیر است اما بخش اعظم آن سایه‌های زرد رنگ دارند که به درجهٔ خلوص، منطقه و نوع گل هایی که زنبورها گرد آن آمده‌اند بستگی دارد. موم‌های حاصل از شانهٔ نگهداری زنبورهای تازه متولد شده در کندوی عسل رنگ تیره تری از شانه عسل دارند. ناخالصی ها سریع تر در شانهٔ نوزادان تازه  جمع می‌شود. به خاطر ناخالصی ها، موم باید قبل از استفاده فرآوری گردد. به مواد باقیماندهٔ آدامس کم بهاء می‌گویند.

## مشخصات فیزیکی
موم زنبور نوعی موم زبر است که از ترکیبات مختلف شیمیایی حاصل شده‌ است.

اگرچه مطالعات زیادی روی ترکیب شیمیایی و فواید موم عسل انجام شده است ولی در نتایج گزارش‌ها تا حدودی اختلاف نظر وجود داشته و ضمناً ترکیب موم به‌طور کامل روشن نشده است. از جمع بندی مطالعات انجام شده تاکنون ترکیب متوسط موم خالص زنبورعسل غربی یا معمولی را می توان به صورت زیر خلاصه کرد:
| هیدروکربن (حاوی کربن های فرد از ۲۱ تا ۲۳)              | ۱۶ درصد |
| الکل های مخصوص (حاوی کربن های زوج از ۲۴ تا ۳۶)         | ۳۱ درصد |
| اسیدهای مختلف (حاوی کربن های ۱۲ تا ۳۴ و عمدتا کربن ۱۶) | ۳۱ درصد |
| هیدروکسی اسید (حاوی کربن های ۱۲ تا ۳۲ و عمدتا کربن ۱۶) | ۱۳ درصد |
| دیول ها (حاوی کربن ۲۴ تا ۳۲)                           | ۳ درصد  |
| سایر مواد                                              | ۶ درصد  |

| Wax content type    | درصد |
| Hydrocarbons        | ۱۴٪  |
| Monoesters          | ۳۵٪  |
| Diesters            | ۱۴٪  |
| Triesters           | ۳٪   |
| Hydroxy monoesters  | ۴٪   |
| Hydroxy polyesters  | ۸٪   |
| Acid esters         | ۱٪   |
| Acid polyesters     | ۲٪   |
| Free fatty acids    | ۱۲٪  |
| Free fatty alcohols | ۱٪   |
| Unidentified        | ۶٪   |

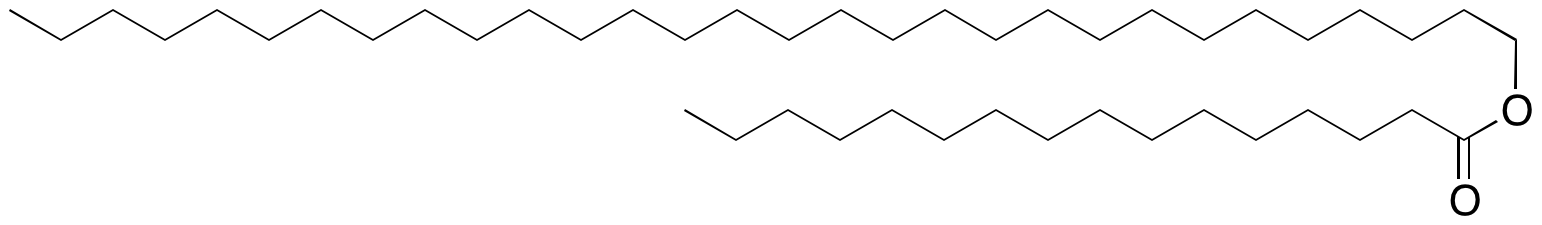
Triacontanyl palmitate, a wax ester, is a major component of beeswax.

فرمول تقریبی موم C15H31CooC30H61 است. ترکیبات اصلی آن شامل پالمیتات، پالمیتولئات و استرهای اولئات بلند زنجیره (۳۰–۳۲ کربن)، الکل‌های آلیفاتیک با نسبت تریاکونتانیا پالمیتات CH3(CH2)29O-CO-(CH2)14CH3به کروتیم اسید CH3(CH2)24COOH به عنوان دو ترکیب اصلی ۶:۱ هستند. موم زنبور به‌ طور کلی به دو نوع اروپایی و شرقی تقسیم می‌شود. ارزش صابونی گذاری در نوع اروپایی کمتر (۳–۵) و در نوع شرقی بیشتر (۸–۹) است.
موم زنبور دمای ذوب پایین بین ۶۲ تا ۶۴ درجه سانتیگراد (۱۴۴–۱۴۷ درجه فارنهایت) دارد. اگر بیش از ۸۵ درجه سانتیگراد حرارت ببیند تغییر رنگ اتفاق می‌افتد. نقطهٔ درخشش موم ۲۰۴٫۴ درجه سانتیگراد است و چگالی آن در دمای ۱۵ درجه سانتیگراد ۹۵۸ به ۹۷۰ کیلوگرم بر متر مکعب است.
موم سرد شکننده است وقتی در دمای اتاق سخت می‌شود ساختارش خشک و دانه‌ دانه می‌شود. همچنین در دمای بدن انسان نرم می‌شود. چگالی نسبی در دمای ۱۵ درجه سانتیگراد از ۰٫۹۵۸ تا ۰٫۹۷۵ است که در مورد موم ذوب شده در ۹۸ تا ۹۹ درجهٔ سانتیگراد (۲۰۸٫۴ تا ۲۱۰٫۲ درجه فارنهایت) در مقایسه با آب در دمای ۱۵٫۵ درجه سانتیگراد (۵۹٫۹ درجه فارنهایت) ۰٫۸۲۲ است.

## موارد استفاده
موم زنبور عسل دارای استفاده‌های بسیار و متنوعی است.
در در جهٔ اول آن که توسط زنبورها استفاده در ساخت شانه عسل مورد استفاده قرار می‌گیرد. جدا از استفاده توسط زنبور عسل کاربری موم گسترده و متنوع است. موم خالص و پردازش شده در تولید غذا، لوازم آرایشی و دارویی به کار می‌رود. سه نوع اصلی محصولات موم زرد و سفید و موم نهایی هستند. موم زرد که محصول خامی است که از شانه عسل استخراج می‌شود، موم سفید خالص و پردازش شده موم زرد است و موم نهایی همان موم زرد است که با الکل تیمار شده‌ است. در آماده‌ سازی غذا، به عنوان غشای پنیر با جلوگیری از در معرض هوا بودن و حفاظت از خراب شدن و کپک زدن مورد استفاده قرار می‌گیرند. موم زنبور ممکن است به عنوان افزودنی غذایی E901، در میزان کم به عنوان عامل براق کننده که مانع از دست دادن آب می‌شود یا برای فراهم آوردن حفاظت سطحی برخی میوه‌ها به کار رود. پوشش کپسول های ژلاتین نرم و قرص‌ها نیز ممکن است از نوع E901 باشد. موم زنبور همچنین به عنوان ترکیب طبیعی در آدامس به کار می‌رود.
استفاده از موم در محصولات آرایشی و نگهداری از پوست نیز در حال افزایش است. مطالعه ای در آلمان نشان داده که موم از سایر کرم‌های محافظت کننده (کرم‌های بر پایهٔ روغن‌های طبیعی مثل ژل‌های پترولیوم) تحت شرایط دستورالعمل خودش بهتر عمل می‌کند. موم در تولید ترمیم کننده لب، برق لب و کرم‌های دست و مرطوب کننده‌ها و سایهٔ چشم ها و رژ گونه و خط چشم نیز مورد استفاده قرار می‌گیرد. موم همچنین ترکیب مهمی در موم سبیل و پمادهای مو که مو را براق و صاف نشان می‌دهد نیز به‌ شمار می‌رود.
صنعت شمع سازی نیز از موم استفاده می‌کند که بسیار قابل اشتعال است و از دیر باز موادش به صورت سنتی برای تولید شمع Paschal یا شمع عید پاک مورد استفاده قرار می‌گرفت. از آن جایی که این شمع‌ها روشن تر و طولانی تر و به عبارتی تمیزتر می‌سوزند ممکن است باعث برتری شمع‌های موم زنبور به انواع دیگر شمع های مومی محسوب شوند. علاوه بر این در کلیسای کاتولیک توصیه شده که برای ساخت شمع‌های مورد استفاده در مناجات نامه از این موم استفاده شود. موم زنبور همچنین شمع منتخب در کلیسای ارتدکس محسوب می‌شود.به دلیل ساختاری که موم عسل دارد می‌توان از آن به عنوان یک شمع خانگی بدون ضرر استفاده کرد. شمع های موجود در بازار حاوی مواد سمی می‌باشند و برای سلامتی انسان مضر هستند.
موم به دلیل حالت دهی بالایی که دارد که در ساخت رژهای لب  گیاهی مورد استفاده قرار می گیرد. معمولاً در تولید رژ لب گیاهی  موم زنبور عسل مورد استفاده قرار می گیرد. 